# Курценберг
Курценберг (Kurzenberg) е община в Швейцария до 1666. Дотогава влиза в състава на кантон Апенцел Аусерроден. За първи път общината е спомената през 1163. Вероятно името произлиза от Curtim Tale. Днес името все още се използва за региона.

## География
Общината е заемала земите на днешните общини Хайден, Волфхалден и Лутценберг.

## История
Земите на образуваните по-късно общини Хайден, Волфхалден и Лутценберг принадлежали към Хоф Тал, феодално владение на Констанцкия диоцез. От 12 век е наричана Фогтай Райнек.